# Maromme

Maromme este o comună în departamentul Seine-Maritime, Franța. În 1 ianuarie 2022 avea o populație de 11.005 de locuitori.